# Naturhistoriska riksmuseet, Bagdad
Naturhistoriska riksmuseet (arabiska متحف التاريخ الطبيعي) är ett irakiskt naturhistoriskt museum beläget i Bagdad. Museet ligger i Bab Al-Moatham i Rusafa och bildades 1946.